# Syngrapha interrupta
Syngrapha interrupta är en fjärilsart som beskrevs av Rudolf Rangnow 1935. Syngrapha interrupta ingår i släktet Syngrapha och familjen nattflyn. Inga underarter finns listade i Catalogue of Life.